# Aschabil-Kuli
Aschabil-Kuli (ros. Асхабиль-Кули) – wieś w Rosji, w Dagestanie, w rejonie gunibskim. W 2010 liczyła 9 mieszkańców, głównie Awarów.